# Welcome to the Black Parade
Welcome to the Black Parade utkom 2006 och är den första singeln från My Chemical Romances album The Black Parade.

## Kompositionen
Låten handlar om en man som dör, troligen av cancer (alla bandets album är kända för att vara en egen historia, och eftersom en av låtarna heter Cancer, så antas det vara orsaken) och blir en av anhängarna till The Black Parade. Han kallas "The Patient". 

## Musikvideon
Musikvideon till låten regisserades av Sam Bayer, känd för sitt samarbete med Nirvana och Green Day. Musikvideon släpptes den 26 september 2006 i Storbritannien och Kanada, och den 27 september i USA. Videon kom att spelas frekvent på MTV.
I början av musikvideon till Welcome to the Black Parade, då "The Patient" (spelad av Lukas Haas) är död ser han tillbaka på sin barndom då hans far tog med honom på en parad. Sångaren Gerard Way hade blekt håret vitt inför Welcome to the Black Parade videon, för att likna en person som gått igenom kemoterapi.

## Låtlista
1. "Welcome to the Black Parade"
2. "Heaven Help Us"